# Antonio Carlos da Fontoura
Antonio Carlos da Fontoura (San Paolo, 1º gennaio 1939) è un regista, sceneggiatore e produttore cinematografico brasiliano.

## Filmografia

### Regista
- Heitor dos Prazeres (1966)
- Ver Ouvir (1966)
- Copacabana Me Engana (1968)
- A Rainha Diaba (1974)
- Cordão De Ouro (1977)
- Plantão de Polícia, serie tv (1979)
- Brasília, Segundo Alberto Cavalcanti (1982)
- Espelho de Carne (1985)
- Você Decide
- Uma Aventura do Zico (1998)
- Gatão de Meia Idade
- No Meio da Rua (2006)
- Somos Tão Jovens (2013)

### Sceneggiatore
- Heitor dos Prazeres, regia di Antonio Carlos da Fontoura (1966)
- Copacabana Me Engana, regia di Antonio Carlos da Fontoura (1968)
- A Rainha Diaba, regia di Antonio Carlos da Fontoura (1974)
- Ciranda, Cirandinha - serie tv (1978)
- Plantão de Polícia, regia di Antonio Carlos da Fontoura - serie tv (1979)
- Espelho de Carne, regia di Antonio Carlos Fontoura (1985)
- Chapadão do Bugre
- Capitães da Areia
- Você Decide
- Uma Aventura do Zico, regia di Antonio Carlos da Fontoura (1998)
- No Meio da Rua, regia di Antonio Carlos da Fontoura (2006)
- Vidas Opostas
- Amor e Intrigas

### Produttore
- Copacabana Me Engana, regia di Antonio Carlos da Fontoura (1968)
- A Rainha Diaba, regia di Antonio Carlos da Fontoura (1974)
- Espelho de Carne, regia di Antonio Carlos Fontoura (1985)
- No Meio da Rua, regia di Antonio Carlos da Fontoura (2006)
- Somos Tão Jovens, regia di Antonio Carlos da Fontoura (2013)